# Garage (muzeum)
Muzeum současného umění Garage (rusky Музей современного искусства «Гараж») je soukromé muzeum v Moskvě.

## Charakteristika
Muzeum Garage bylo založeno roku 2008 podnikatelkou Dašou Žukovovou. Vzniklo obnovou konstruktivistické budovy autobusového depa z roku 1926, které navrhl avantgardní architekt Konstantin Melnikov. Sponzorem, který zaplatil rekonstrukci odhadovanou na desítky milionů dolarů, byl Roman Abramovič. Jde o obrovské centrum současné kultury, největší moskevskou galerii moderního umění, která je dnes považována za jeden z nejvýznamnějších výstavních prostorů v Rusku. Rozlohou 8,5 tisíce metrů čtverečních je galerie srovnávána s muzeem moderního umění MoMA v New Yorku nebo Tate Modern v Londýně. Garáž zahájila činnost výstavou ruského umělce Ilji Kabakova. Největším lákadlem galerie Garage je jeden z nejdražších obrazů, Triptych Francise Bacona z roku 1976. Společně s Abramovičem ho Žukovová zakoupila za více než 86 milionů dolarů (asi 1,7 miliardy korun). Jeden z nejvýznamnějších sběratelů François Pinault půjčil centru přes třicet děl ze své kolekce.